# Saison 3 de Magnum (2018)
Chronologie
Saison 2 Saison 4
La troisième saison de Magnum P.I., série télévisée américaine, remake de la série télévisée du même nom dans les années 1980 créée par Glen A. Larson et Donald Bellisario, est constituée de seize épisodes.

## Distribution

### Acteurs principaux
- Jay Hernández (VF : Axel Kiener) : Thomas Magnum
- Perdita Weeks (VF : Laura Blanc) : Juliet Higgins
- Zachary Knighton (VF : Yann Peira) : Orville « Rick » Wright
- Stephen Hill (VF : Frantz Confiac) : Theodore « T. C. » Calvin
- Amy Hill (VF : Marie-Martine (actrice)) : Teuila « Kumu » Tuileta
- Tim Kang (VF : Stéphane Pouplard) : Lieutenant Gordon Katsumoto

### Acteurs récurrents
- Christopher Thornton (en) (VF : Boris Rehlinger) : Kenny "Shammy" Shamberg
- Lance Lim (VF : Tom Trouffier) : Dennis Katsumoto
- Jay Ali (VF : Olivier Chauvel) : Dr Ethan Shah
- Shawn Mokuahi Garnett (VF : Jean-Alain Velardo) : Flippa Tupuola
- Kimee Balmilero (en) (VF : Elsa Bougerie) : Dr Noelani Cunha
- Dennis Chun (VF : Bertrand Dingé) : Duke Lukela
- Janel Parrish (VF : Diane Kristanek) : Maleah
- Bobby Lee (en) (VF : Thierry Wermuth) : Jin Jeong
- Betsy Phillips (VF : Caroline Espargilière) : Suzy Madison

### Invités
- Paola Nunez : Helen
- Brian Letscher : Bruce
- Juan-Pablo Veizaga : Max Martinez
- Hayden Szeto : Détective Pono Palima
- Dominic Hoffman : USCIS Tenney
- Eric Ladin : Freddie
- Eddie Lee Anderson : Commandant du SWAT Fong
- Leith Burke : Officier de la CIA Grayson
- Roger E. Mosley : John Booky
- Corbin Bernsen : Icepick

## Liste des épisodes
1. Les Clés du paradis
2. Décollage immédiat
3. Au cœur de l'action
4. Corps à corps
5. Avis de tempête
6. La Rançon du succès
7. Mon voisin le tueur
8. Blessures du passé
9. Retour de bâton
10. Un week-end romantique
11. Jardins secrets
12. Nom d'un chien !
13. Les Apprentis parents
14. Boule de cristal
15. Randonnée mortelle
16. Retour à l'envoyeur

### Épisode 1:Les Clés du paradis
- Suisse : Nouvelle donne

- États-Unis : 4 décembre 2020 sur CBS
- France : 27 juillet 2021 sur TF1
- Suisse : 30 juin 2021 sur RTS Un

- États-Unis : 5.50 millions de téléspectateurs
- France : 3.26 millions de téléspectateurs

- Kap Te’o-Tafiti : Shota
- Andrea Johnson : anesthésiologiste
- Nikol Luoma : infirmière
- Andre West : Dr. Alan Healy

### Épisode 2:Décollage immédiat
- Suisse : Argent facile

- États-Unis : 11 décembre 2020 sur CBS
- France : 27 juillet 2021 sur TF1
- Suisse : 30 juin 2021 sur RTS Un

- États-Unis : 5.69 millions de téléspectateurs
- France : 2.94 millions de téléspectateurs

- Alex Monti Fox : Expert
- Richard L. Levine : Propriétaire
- David Fumero : Dante
- Niko Guardado : Renaldo Cassione
- Thomas H. Chang : Officier du HPD
- Jason Patterson : Tireur #5

### Épisode 3:Au cœur de l'action
- Suisse : Sans issue

- États-Unis : 18 décembre 2020 sur CBS
- France : 27 juillet 2021 sur TF1
- Suisse : 7 juillet 2021 sur RTS Un

- États-Unis : 5.48 millions de téléspectateurs
- France : 2.19 millions de téléspectateurs

- Amy Johnson : Pam
- Edward Gelhaus : Kurt Brill
- Garrett Hammond : Blackbeard

### Épisode 4:Corps à corps
- États-Unis : 8 janvier 2021 sur CBS
- France : 27 juillet 2021 sur TF1
- Suisse : 7 juillet 2021 sur RTS Un

- États-Unis : 5.87 millions de téléspectateurs

- Joseph Mareko : Alema Kaluna
- Zack Harris : Détective Kanemura
- Peter Jae : Hiroki Matsui
- Pake Salmon : Keoni
- Terrell Tilford : Izzy Durrell
- Kordell C.L. Kekoa : Kahu
- Katy O'Brian : Kai Durrell

### Épisode 5:Avis de tempête
- Suisse : Pris au piège

- États-Unis : 15 janvier 2021 sur CBS
- France : 3 août 2021 sur TF1
- Suisse : 14 juillet 2021 sur RTS Un

- États-Unis : 5.52 millions de téléspectateurs
- France : 3.24 millions de téléspectateurs

- Robert Angelo : Earl Kinney
- Esera Tuaolo : Tua
- Rayan Lawrence : Neil
- Graham Shiels : Vince
- Allyson Blair : Météorologue sur HNN
- Dani Spieler : Épouse

### Épisode 6:La Rançon du succès
- Suisse : N'en parlez à personne

- États-Unis : 22 janvier 2021 sur CBS
- France : 3 août 2021 sur TF1
- Suisse : 14 juillet 2021 sur RTS Un

- États-Unis : 5.86 millions de téléspectateurs

- Blaze Cosner : Kelvin
- Jay Karnes : Colin Braggs
- Cody Easterbrook : T-Lo
- Michael Steuber : Larry
- Jon Curry : Frank Braggs
- Maurice Bruce Hutchinson : Employé de Lumberyard

### Épisode 7:Mon voisin le tueur
- États-Unis : 5 février 2021 sur CBS
- France : 3 août 2021 sur TF1
- Suisse : 21 juillet 2021 sur RTS Un

- États-Unis : 5.70 millions de téléspectateurs
- France : 2.77 millions de téléspectateurs

- Assaf Cohen : Professeur Ramirez
- Jade Wu : Oleen
- Jason Rogel : Maui
- Sean-Joseph Choo : Penna
- Jacquie Nguyen : Minh
- Constance Parng : Chunua
- Stephanie Wang : Chenguang
- Dat Phan : Vinh
- Carolina Espiro : Nia
- Yosef Kasnetzkov : Meneur
- Danni Wang : Suyin
- Johnny Bahng : Officier du HPD
- Judy Nguyen : Officier du HPD
- Shane Miyashiro : SWAT #1
- John Kim : SWAT #2

### Épisode 8:Blessures du passé
- Suisse : Quelqu'un pour veiller sur moi

- États-Unis : 12 février 2021 sur CBS
- France : 3 août 2021 sur TF1
- Suisse : 21 juillet 2021 sur RTS Un

- États-Unis : 5.76 millions de téléspectateurs

- John Marshall Jones : Henry Wilson
- Jarren Amian : Paul
- Corey Champagne : Tanner
- Denver Seavy : Paul (jeune)
- Tristin Seavy : Tanner (jeune)
- Jose Pablo Cantillo : Mitch Desanto
- Avery Whitted : Joey
- Robert Wu : Médecin
- Jantzen Weight : Guy
- Chloe Tsuyono Tabata Amos : Lana
- Taina Tully : Détective Laura Palea
- Cassie Favreau-Chung : Infirmière

### Épisode 9:Retour de bâton
- États-Unis : 19 février 2021 sur CBS
- France : 10 août 2021 sur TF1
- Suisse : 28 juillet 2021 sur RTS Un

- États-Unis : 5.97 millions de téléspectateurs
- France : 2.99 millions de téléspectateurs

- Bill Sage : Elliot Hamler
- Cameron Radice : Miles Hamler
- Makana David : Zeke
- Virginia Ma : Kaina Hamler
- Jhey Castles : Sergent Casey
- Landon McNamara : Lui-même
- Kimo Carpenter : Batteur de La Mariana
- Keith Tsukamaki : Claviériste de La Mariana
- Royce Kaneshiro : Bassiste de La Mariana
- Strider Ellis : Skateur #2

### Épisode 10:Un week-end romantique
- Suisse : Retour au pays

- États-Unis : 5 mars 2021 sur CBS
- France : 10 août 2021 sur TF1
- Suisse : 28 juillet 2021 sur RTS Un

- États-Unis : 5.63 millions de téléspectateurs
- France : 2.71 millions de téléspectateurs

- Jared Paakula : Serveur
- Taylor Black : Erin Bates
- Anthony J. Silva, Jr. : Sergent “Tatty” Ryce
- Tim Rock : Jared Kane
- Jennifer Say Gan : Leilani Kama
- Bryce Johnson : Andy Bates
- Rayton Lamay : Cabbie
- Debbie Fan : Mme. Keahi
- Vai Richards : M. Keahi
- Calla Seraphina Kerns : Bella
- Alexandra Metz : Lanie
- Makalapua Ventura : Ado #1
- Sir Cornwell : Ado #2
- Stephen Scibetta : Propriétaire

### Épisode 11:Jardins secrets
- Suisse : Toute vérité n'est pas bonne à dire

- États-Unis : 26 mars 2021 sur CBS
- France : 10 août 2021 sur TF1
- Suisse : 4 août 2021 sur RTS Un

- États-Unis : 5.62 millions de téléspectateurs

- Elyse Levesque : Elena
- Nakoa Decoite : Eddie alias Jax Connors
- Jeff Wiesen : Le véritable Jax Connors
- Hayley Malia Johnson : Mia Collins
- Mathieu Szymkowiak : Wade Collins
- Ativalu Scanlan : Kimo
- Cassandra Relynn : Lisa Ives
- Sarah Halford : Médecin
- Kolton Jensen : Intru #1
- Luq Muhammad : Intru #2
- Saint Thompson : Officier du HPD

### Épisode 12:Nom d'un chien!
- Suisse : Greffe forcée

- États-Unis : 2 avril 2021 sur CBS
- France : 10 août 2021 sur TF1
- Suisse : 4 août 2021 sur RTS Un

- États-Unis : 5.37 millions de téléspectateurs

- Kelen Coleman : Gina Gow
- Nalehua'o Puna Donlin : Employée de bureau
- Sarahlea Kekuna : Cliente
- Kahi Pacarro : Joseph Giles
- Marysa O. Carr : Pam
- Crystal M. Yoza : Artiste
- Simon Kim : Chung
- Jay Pennington : Julius Camm
- Elizabeth Rian : Chirurgienne vétérinaire
- Zach Harris : Détective Kanemura
- Alexandre Chen : Dr. Wen Wong
- Brian Uy : Wei Fang
- Michael Lehr : Jumak

### Épisode 13:Les Apprentis parents
- États-Unis : 9 avril 2021 sur CBS
- France : 17 août 2021 sur TF1
- Suisse : 4 août 2021 sur RTS Un

- États-Unis : 5.61 millions de téléspectateurs
- France : 2.91 millions de téléspectateurs

- Sasha Diamond : Luana
- Jose Velazquez : Jimmy Bowman
- Federico Dordei : Angelo Ferragamo
- Susan Chuang : Helen Memminger
- Anisha Adusumilli : Olivia Tremell
- Kamri Lin : Keala
- Ian Paola : Damien
- Christian Lopez : Julien
- Kazuma Brailsford : Enfant #1
- Kota Brailsford : Enfant #2
- May Lee Mirabel : Femme

### Épisode 14:Boule de cristal
- Suisse : Voyance et prémonition

- États-Unis : 16 avril 2021 sur CBS
- France : 17 août 2021 sur TF1
- Suisse : 11 août 2021 sur RTS Un

- États-Unis : 5.58 millions de téléspectateurs
- France : 2.54 millions de téléspectateurs

- Charlotte Mary Wen : Kumu (jeune)
- Peter Navy Tuiasosopo : Manui Vasega
- Alex Mauga : Manui Vasega
- Helena Mattsson : Megan McGrady
- Dylan Bruce : Matt McGrady
- Christine Jugueta : Imelda Marcos
- Lelea’e Kahalepuna-Wong : Sylvia Duponte
- Sally Jackson : Madame Evanora
- Jocelyn May : Ellen K. Travers
- Judy Nguyen : Officier #1
- Troy Williams : Officier #3
- Christopher Jay : Officier de Maui #1
- Perry Kainoa : Officier de Maui #3
- Fili Leasau : Manui (jeune)
- Paula Fuga : Elle-même
- Michael Grande : Membre du groupe #1
- Frederick Alcain : Membre du groupe #2
- Brad Watanabe : Membre du groupe #3

### Épisode 15:Randonnée mortelle
- Suisse : Avant la chute

- États-Unis : 30 avril 2021 sur CBS
- France : 17 août 2021 sur TF1
- Suisse : 11 août 2021 sur RTS Un

- États-Unis : 5.35 millions de téléspectateurs

- Steven Michael Quezada : Oncle Bernardo
- Cameron Gayden :Magnum (jeune)
- Allyson Blair : Correspondante sur HNN
- Kelly Rice : Randonneur #1
- Brian McNamara : Raymond Lockhart
- Kai Caster : Gabe Lockhart
- Christopher Lee Bailey : Ed Skinner
- Erick Lopez : Jonah Graffy
- David Haydn-Jones : Chad Cabrera
- Ticondra Swartz : Enseignante
- Erica Summers : Crystal Lockhart

### Épisode 16:Retour à l'envoyeur
- Suisse : Les Liens du sang

- États-Unis : 7 mai 2021 sur CBS
- France : 17 août 2021 sur TF1
- Suisse : 11 août 2021 sur RTS Un

- États-Unis : 5.00 millions de téléspectateurs

- Grace Victoria Cox : Chloe Dawson
- Alex Carter : Henry Sellers
- Roman Blat : Mikhail Kozlov
- Ego Mikitas : Andrei Tarasova
- Sterling Sulieman : Agent du FBI Cantwell
- Rustic Bodomov : Tireur #3